# 特兰
特兰是尼泊爾的城市，位於該國東南部，也是戈希省的首府，面積103.38平方公里，海拔高度349米，是該國重要的商業中心，2007年人口約118,000。

## 外部連結
- Dharan and Municipality activities （页面存档备份，存于）